# Thế lực thù địch nước ngoài
Thế lực thù địch nước ngoài (tiếng Trung: 境外敌对势力; Hán-Việt: Cảnh ngoại địch đối thế lực; bính âm: Jìngwài Díduì Shìlì) là thuật ngữ được Đảng Cộng sản Trung Quốc sử dụng để chỉ các mối đe dọa từ bên ngoài đối với sự ổn định chính trị và hệ thống chính trị tại Cộng hòa Nhân dân Trung Hoa. Cụm từ này cũng được sử dụng ở Đài Loan trong bối cảnh Luật Chống Thâm nhập hòng ám chỉ đến Trung Quốc.

## Lịch sử
Lần đề cập sớm nhất đến cụm từ này có từ ngày 6 tháng 12 năm 1948, khi Nhân dân nhật báo dịch bài viết của một tác giả Nga kỷ niệm 10 năm cuốn Lịch sử Đảng Cộng sản Liên Xô (Bolshevik) của Joseph Stalin, trong đó sử dụng cụm từ "thế lực giai cấp thù địch" (阶级敌对势力). Trong thập niên 1950, tất cả các đề cập đến cụm từ này trên Nhân dân nhật báo và các phương tiện truyền thông nhà nước khác đều bắt nguồn từ đây. Trong bài luận nhan đề Về việc xử lý đúng đắn mâu thuẫn trong nội bộ nhân dân năm 1957, Mao Trạch Đông đã nhiều lần nói đến "giai cấp thù địch" (敌对阶级), cho rằng cần phải “phân biệt rõ ràng giữa ta và địch, giữa đúng và sai”. Theo quan điểm này, "thế lực thù địch" (敌对势力) được hiểu là những lực lượng nằm ngoài khái niệm "nhân dân" (人民). Trong thời kỳ Cách mạng Văn hóa, cụm từ "thế lực thù địch" được dùng để chỉ kẻ thù nội bộ của Đảng Cộng sản Trung Quốc, kẻ chống đối Mao, cũng như những phần tử chống chủ nghĩa xã hội trên toàn thế giới.
Trong thời kỳ cải cách và mở cửa, cụm từ này được các nhân vật bảo thủ trong Đảng Cộng sản Trung Quốc sử dụng như một lời cảnh báo về nguy cơ gây mất ổn định hệ thống chính trị. Lãnh đạo cấp cao của Đảng Cộng sản Trung Quốc là Hồ Kiều Mộc đã viết trên Nhân dân nhật báo ngày 6 tháng 10 năm 1978: "Xã hội xã hội chủ nghĩa, với tư cách là một hệ thống mới hình thành, vẫn chưa được củng cố, và chúng ta phải dành nhiều nỗ lực để đối phó với các thế lực thù địch trong và ngoài nước". Ông tiếp tục như sau: "Các thế lực thù địch chống Đảng và chống chủ nghĩa xã hội có thể xuất hiện dưới vỏ bọc cánh hữu, hoặc dưới vỏ bọc cánh tả". Cụm từ này đặc biệt được sử dụng sau sự kiện biểu tình và thảm sát Thiên An Môn năm 1989. Ngày 4 tháng 6 năm 1990, nhân dịp kỷ niệm một năm sự kiện này, Nhân dân nhật báo đã viết về cuộc biểu tình như sau: "Mục tiêu của các thế lực thù địch trong và ngoài nước khi tạo ra cơn bão này là nhằm lật đổ sự lãnh đạo của Đảng Cộng sản Trung Quốc, phá hoại hệ thống xã hội chủ nghĩa, và biến Trung Quốc thành chư hầu của các nước tư bản phát triển". Cụm từ này cũng được sử dụng sau khi bắt đầu chiến dịch đàn áp Pháp Luân Công vào năm 1999. Nhân dân nhật báo viết ngày 26 tháng 7 năm 1999 rằng: "Sự xuất hiện và lan rộng của Pháp Luân Công là một cuộc đấu tranh chính trị quần chúng và về mặt vị thế chính trị giữa các thế lực thù địch trong và ngoài nước với Đảng ta".

## Mô tả
Cụm từ này thường xuyên được giới truyền thông nhà nước Trung Quốc và giới chức Trung Quốc sử dụng hòng đưa ra cáo buộc về sự can thiệp từ nước ngoài, bao gồm cả trong phong trào biểu tình ở Hồng Kông. Nó cũng được dùng để chỉ Hoa Kỳ và các đồng minh của nước này. Ngoài ra, cụm từ này còn được những tài khoản theo chủ nghĩa dân tộc trên mạng xã hội sử dụng nhằm công kích cơ quan truyền thông tự do trong nước, tổ chức xã hội và cá nhân có quan điểm tự do. Về vấn đề "thế lực thù địch", Tổng Bí thư Đảng Cộng sản Trung Quốc Tập Cận Bình phát biểu năm 2022:
Thế lực thù địch trong và ngoài nước chưa bao giờ từ bỏ ý đồ lật đổ, phương Tây hóa và chia rẽ đất nước chúng ta. Chúng không ngừng nghỉ, dù chỉ một khoảnh khắc... Đây là mối nguy hiểm hiện hữu đối với an ninh chủ quyền của chúng ta.

Luật Chống Gián điệp nước Cộng hòa Nhân dân Trung Hoa được thông qua vào năm 2014 mô tả “tổ chức thù địch" (敌对组织) là "Tổ chức thù địch với nền chuyên chính dân chủ nhân dân và hệ thống xã hội chủ nghĩa của Cộng hòa Nhân dân Trung Hoa, và gây nguy hại cho an ninh quốc gia" do Bộ Công an và Bộ An ninh Quốc gia xác định.

## Đài Loan
Tại Đài Loan, cụm từ "thế lực thù địch nước ngoài" được Luật Chống Thâm nhập định nghĩa là các quốc gia hoặc thực thể chính trị đang trong tình trạng chiến tranh hoặc đối đầu quân sự với Đài Loan. Luật này cấm người dân nhận tiền hoặc làm theo chỉ đạo của các thế lực thù địch bên ngoài để vận động cho các mục đích chính trị, quyên góp chính trị, hoặc phá hoại các cuộc tụ họp, trật tự xã hội, bầu cử và trưng cầu dân ý. Vào tháng 3 năm 2025, Tổng thống Đài Loan Lại Thanh Đức đã gọi Trung Quốc là thế lực thù địch nước ngoài.